# Foscarini (entreprise)
Pour les articles homonymes, voir Foscarini.
Foscarini est une entreprise italienne spécialisée dans la fabrication de luminaires. 
Foscarini a été créée en 1983 puis rachetée en 1988 par Carlo Urbinati et Alessandro Vecchiato.
Parmi les designers ayant travaillé pour Foscarini on peut compter entre autres :  Rodolfo Dordoni, Patricia Urquiola, Luca Nichetto, Marc Sadler, Ionna Vautrin ou Tom Dixon.

## Histoire
Foscarini a été fondée en 1981 à Murano (Venise) et travaille  sur commandes selon la tradition de Murano. En 1982, Graphos et Clessidra sont les premières lampes dessinées par Carlo Urbinati et Alessandro Vecchiato et l'année 1983 marque pour l'entreprise un tournant avec la présentation du premier catalogue de collection de lampes designées. En 1988, Alessandro Vecchiato et Carlo Urbinati, jusqu'ici designers, décident d'acheter l'entreprise.

## Quelques faits marquants
Rodolfo Dordoni (designer et architecte) dessine la lampe Lumière 05 en 1990. Orbital de Ferrucio Laviani est la première lampe de Foscarini qui utilise du verre industriel (contrairement au verre soufflé de Murano). En 1993, Havana de Jozeph Forakis utilise pour la première fois le polyéthylène. Les lampes Tite et Mite de Marc Sadler éditées par Foscarini ont reçu le Compas d'or en 2001.
Plusieurs des lampes éditées par Foscarini font partie des collections de grands musées comme le MoMA ou le Centre Pompidou.